# Lamine Traoré
Lamine Traoré (ur. 10 czerwca 1982 w Zainalé) – burkiński piłkarz grający na pozycji obrońcy.

## Kariera klubowa
Karierę piłkarską Traoré rozpoczął w klubie Planète Champion ze stolicy kraju Wagadugu. W jego barwach zadebiutował w 1999 roku w pierwszej Wagaduguburkińskiej. Na początku 2001 roku przeszedł do Anderlechtu. 20 maja 2001 zadebiutował w pierwszej lidze belgijskiej w wygranym 5:1 wyjazdowym spotkaniu z Eendrachtem Aalst. W Anderlechcie przez 4,5 roku był rezerwowym i rozegrał 42 spotkania, w których strzelił 2 gole. Trzykrotnie został mistrzem Belgii w latach 2001, 2003 i 2006.
Latem 2006 roku Traoré przeszedł do tureckiego Gençlerbirliği SK. Zadebiutował w nim 12 sierpnia 2006 w przegranym 0:2 meczu z Fenerbahçe SK. W Gençlerbirliği grał do lata 2009 i w lidze tureckiej zagrał 62 razy i strzelił jedną bramkę. Po zakończeniu kontraktu z Gençlerbirliği pozostaje bez przynależności klubowej.
| Sezon   | Klub                      | Kraj         | Rozgrywki     | Mecze | Bramki |
| ------- | ------------------------- | ------------ | ------------- | ----- | ------ |
| 1999/00 | Planète Champion Wagadugu | Burkina Faso | Superdivision | ?     | ?      |
| 2000/01 | Planète Champion Wagadugu | Burkina Faso | Superdivision | ?     | ?      |
| 2000/01 | RSC Anderlecht            | Belgia       | Eerste Klasse | 2     | 0      |
| 2001/02 | RSC Anderlecht            | Belgia       | Eerste Klasse | 10    | 0      |
| 2002/03 | RSC Anderlecht            | Belgia       | Eerste Klasse | 3     | 0      |
| 2003/04 | RSC Anderlecht            | Belgia       | Eerste Klasse | 5     | 1      |
| 2004/05 | RSC Anderlecht            | Belgia       | Eerste Klasse | 15    | 0      |
| 2005/06 | RSC Anderlecht            | Belgia       | Eerste Klasse | 7     | 1      |
| 2006/07 | Gençlerbirliği SK         | Turcja       | Süper Lig     | 27    | 1      |
| 2007/08 | Gençlerbirliği SK         | Turcja       | Süper Lig     | 18    | 0      |
| 2008/09 | Gençlerbirliği SK         | Turcja       | Süper Lig     | 17    | 0      |

## Kariera reprezentacyjna
W reprezentacji Burkiny Faso Traoré zadebiutował w 2001 roku. W 2002 roku rozegrał jedno spotkanie w Pucharze Narodów Afryki 2002, z Marokiem (1:2). W 2004 roku został powołany do kadry na Puchar Narodów Afryki 2004 i wystąpił tam w 2 meczach: z Senegalem (0:0) i z Mali (1:3). Od 2001 do 2005 roku wystąpił w kadrze narodowej 16 razy.